# Parerigone eristaloides
Parerigone eristaloides är en tvåvingeart som beskrevs av Louis-Paul Mesnil 1953. Parerigone eristaloides ingår i släktet Parerigone och familjen parasitflugor.
Artens utbredningsområde är Myanmar. Inga underarter finns listade i Catalogue of Life.